# James Marape
James Marape (sinh ngày 24 tháng 4 năm 1971) là một chính khách Papua New Guinea và Thủ tướng Papua New Guinea thứ 8. Ông là thành viên của Quốc hội Papua New Guinea kể từ tháng 7 năm 2007, đại diện cho cử tri của Tari-Pori Open ở tỉnh Hela ở vùng cao nguyên.
Vào ngày 30 tháng 5 năm 2019, ông đã được Quốc hội Quốc hội bổ nhiệm, bầu và tuyên thệ nhậm chức Thủ tướng thứ 8 của Papua New Guinea.

## Tiểu sử
Marape học tại Trường tiểu học Minj và Trường trung học Cơ đốc phục lâm Kabiufa ở vùng cao nguyên PNG. Ông tốt nghiệp Cử nhân Nghệ thuật tại Đại học Papua New Guinea năm 1993, và bằng sau đại học về Khoa học Môi trường năm 2000. Ông là Trợ lý Bộ trưởng Chính sách của Bộ Quản lý Nhân sự từ 2001 đến 2006.

## Sự nghiệp chính trị
Marape lần đầu tranh cử ghế Tari-Pori tại cuộc bầu cử 2002 cho Đảng Tiến bộ Nhân dân, khi bỏ phiếu tại Tỉnh Tây Nguyên đã bị hủy do phổ biến bạo lực. Ông đã tham gia cuộc bầu cử bổ sung vào năm 2003, nhưng đã thua nghị sĩ đương nhiệm Tom Tomiape trong một cuộc thi được tổ chức bởi sự đánh đập của một quan chức bỏ phiếu bởi những người ủng hộ ông. Ông đã thách thức kết quả tại Tòa án Trả lại tranh chấp, nhưng cả đơn khởi kiện ban đầu và đơn kháng cáo sau đó đều bị từ chối.
Ông đã tranh cử ghế lần thứ hai tại cuộc bầu cử năm 2007 với tư cách là ứng cử viên của Liên minh Quốc gia và đánh bại Tomiape. Sau đó, ông được Thủ tướng Michael Somare bổ nhiệm làm Thư ký Nghị viện về Công trình, Giao thông và Hàng không Dân dụng. Ông cũng được giao thêm trách nhiệm là Phó Chủ tịch Ủy ban Đặc quyền và là thành viên của Ủy ban Giới thiệu Nghị viện về Quan hệ Liên Chính phủ. Ông là Bộ trưởng Giáo dục từ ngày 16 tháng 12 năm 2008 đến ngày 2 tháng 8 năm 2011. Vào tháng 2 năm 2012, ông rời khỏi Đảng Liên minh Quốc gia và tham gia Đại hội Dân tộc Nhân dân.
Ông được bầu lại tại cuộc bầu cử năm 2012 ở huyện Tari-Pori. Sau đó, ông được bổ nhiệm làm Bộ trưởng Tài chính dưới Chính phủ O Neill. 
Ông được bầu lại tại cuộc bầu cử năm 2017, đại diện cho Hội nghị Dân tộc Nhân dân.
Vào ngày 11 tháng 4 năm 2019, ông từ chức Bộ trưởng Tài chính, nhưng vẫn là thành viên của Quốc hội Nhân dân và Chính phủ. Tuy nhiên, ông đã từ chức khỏi đảng vào ngày 29 tháng 4 năm 2019. Sam Basil được bổ nhiệm làm Bộ trưởng Tài chính vào ngày 18 tháng 4 năm 2019.
Trước đó vào tháng 5 năm 2019, ông được chỉ định là ứng cử viên tiềm năng trong chính phủ thay thế thay thế Peter O'Neill làm Thủ tướng. Sau đó, ông được bầu làm Thủ tướng Papua New Guinea vào ngày 30 tháng 5 năm 2019, và tuyên thệ vào cuối ngày hôm đó.